# ファミコングランプリ F1レース
『ファミコングランプリ F1レース』（ファミコングランプリ エフワンレース、FAMICOM GRAND PRIX F1 RACE）は、1987年10月30日に任天堂より発売されたファミリーコンピュータ ディスクシステム用のレースゲーム。ディスクファックスに対応し、この機能を使ったタイムトライアルなどが行われたゲームである。
トップビュー式の画面を見ながらF1カーを操り、上位入賞を狙う。上位に入賞すると賞金を獲得でき、獲得した賞金で性能の違うマシンを売買しながらゲームを進めていく。

## ゲーム内容

### マシン
全部で24種類、最大で5000万ドルのマシンがあり性能や値段などが各種違う。色によってタイヤの耐久度が違い、耐久度は青→黄→赤の順で右に行くほどタイヤの性能がいい。また緑のマシンはウェットタイヤである。マシンは最大で3台まで持て、レースを始める前にこの持っているいずれかのマシンから選択してレースを行う。走行中はそれぞれBODY・TIRE・GASのライフがあるが走ることで消耗する。BODYライフは走行中にライバル車やガードレールにぶつかるとライフが減る。TIREは曲がれば曲がるほどライフが減る。GASは走り続ける事でライフが減るが、ターボを使用すると減りが早くなる。BODYが無くなると故障、GASが無くなるとガス欠で走れなくなりそのマシンを失う。TIREは減るに従いグリップが悪くなるが無くなっても走り続ける事は可能である。持っているマシンをすべて失うとゲームオーバーである。

### マシンの曲がり方
このゲームの大きな特徴はマシンの曲がり方である。マシンから1人者視点にとらえて、曲がりたい方向に十字キーを1回押すと、押した方向に22.5度曲がる。例えば45度曲がりたいときは、曲がる方向の十字キーを2回押すことで45度曲がる様になる。ボタンを押しっぱなしにしたり、押しすぎると大きく曲がってしまうので注意が必要である。また前述のようにトップビュー視点であり、マシンは上下左右に回転するので曲がるときはその事も考慮しながらマシンを操らねばならない。

### ピット
上述のライフを回復させたいときに使用する。各コースホームストレートの左側に設置されている。ちなみにピット中にAボタンを連打すると普段より若干早く回復させることができる。

## 評価
- ゲーム誌『ファミコン通信』の「クロスレビュー」では合計24点（満40点）となっている[4]。

- ゲーム誌『ファミリーコンピュータMagazine』の読者投票による「ゲーム通信簿」での評価は以下の通りで18.67点（満25点）となっている[2]。また、同雑誌1991年5月24日号特別付録の「ファミコンディスクカード オールカタログ」では、「画面に目新しい工夫はないし、操作は取っ付きにくくなっているが、慣れてくると面白味が増えてくるタイプのゲームである」と紹介されている[2]。

| 項目 | キャラクタ | 音楽 | 操作性 | 熱中度 | お買得度 | オリジナリティ | 総合  |
| 得点 | 3.64       | 3.64 | 3.34   | 4.21   | -        | 3.84           | 18.67 |
- ゲーム誌『ユーゲー』では、「メインのグランプリモードは、レースの賞金でいい車を買い換えていく、という部分が抜群に面白かった。見た目はちゃちいが、やり込みがいがあるレースゲームだ」と評している[3]。